# Araneus toma
Araneus toma là một loài nhện trong họ Araneidae.
Loài này thuộc chi Araneus. Araneus toma được Embrik Strand miêu tả năm 1915.